# ドルム・シュネフタの冊子
『ドルム・シュネフタの冊子』は散逸したアイルランドの古写本。『キーン・ドロマ・シュネフタ』（アイルランド語: Cín Dromma Snechta）、あるいは『レボル・ドロマ・シュネフタ』（アイルランド語: Lebor Dromma Snechta）とも呼ばれる。

## 概要
この冊子は現存していないが、『赤牛の書』・『レンスターの書』・『バリーモートの書』・『レカンの書』・エジャートン写本88といった重要なアイルランド写本の多くから引用されていることからかつて実在した事が明らかとなっている。ここから他の写本に引用されたテキストは古アイルランド語で書かれている事が特徴的である。『クー・フーリンの誕生』・『モンガーンの誕生』・『ブランの航海』・『コンラの異界行』・『ダ・デルガの館の破壊』(その版、あるいは要約)・『エーディンへの求婚』・『スカータハの言葉』・"the siege of the men of Fálchae"・『アイルランド来寇の書』の初期の版、といった神話・説話が所収されていた。

## 名称
古アイルランド語の cín はラテン語の quinio (五) に由来する言葉で、5枚の羊皮紙を折りたたんで作った小冊子を意味する。
また lebor は現代アイルランド語では leabhar と綴り、「本」を意味する一般的な単語である。
かつてドルム・シュネフタ (現代のモナハン県 Drumsnat) の修道院でこの冊子が編纂されたか、あるいは保存された事からこれは『ドルム・シュネフタの冊子』と名付けられた。

## 編纂時期
アイルランドの歴史家キーティングは、17世紀に彼が書き上げた『アイルランド史』の執筆時にはこの冊子に当たらなかったようであるが、その存在を把握していなかった訳ではなく、これを5世紀の聖パトリックの伝道以前に編纂されたものであると考えていた。
19世紀の学者オカリーは『レンスターの書』の中にこの冊子について記した傍注が残されていることを発見した。判読できない部分もあったが、傍注によればこの冊子はコナハト王である「Dauíの息子」によって編纂されたものであった。「Dauíの息子」についてオカリーは「9人の人質のニール」の甥であり、聖パトリックと同時代の人物でもある Dauí Galach の、その息子 Ernín であるという考えを推しつつ、5世紀末に死んだコナハト王 Dauí Tenga Uma の息子である可能性もあるとしている 。もっともフランシス・J・バーンによれば、オカリーの挙げた2人の「Dauíの息子」は実際には同一人物である。
スイスのケルト学者であるトゥールナイゼンが1912年から1913年にかけて行った、この冊子の内容の復元は説得力のあるものであった。彼は、この冊子の編纂時期は8世紀初頭ではないかと提案した。一方、編纂の時期は9世紀や10世紀ではないかとした学者もあったが、これについては現代では疑わしいとされる。